# Thermosphaeroma macrura
Thermosphaeroma macrura är en kräftdjursart som beskrevs av Bowman 1985. Thermosphaeroma macrura ingår i släktet Thermosphaeroma och familjen klotkräftor. IUCN kategoriserar arten globalt som akut hotad. Inga underarter finns listade i Catalogue of Life.